# الاكيمة (السياني)

تعديل مصدري - تعديل

الاكيمة محلة تابعة لقرية عشة، التابعة لعزلة الدامغ بمديرية السياني إحدى مديريات محافظة إب في الجمهورية اليمنية.، بلغ تعداد سكانها 49 حسب تعداد اليمن لعام 2004.